# آبدره فلنسبورگ

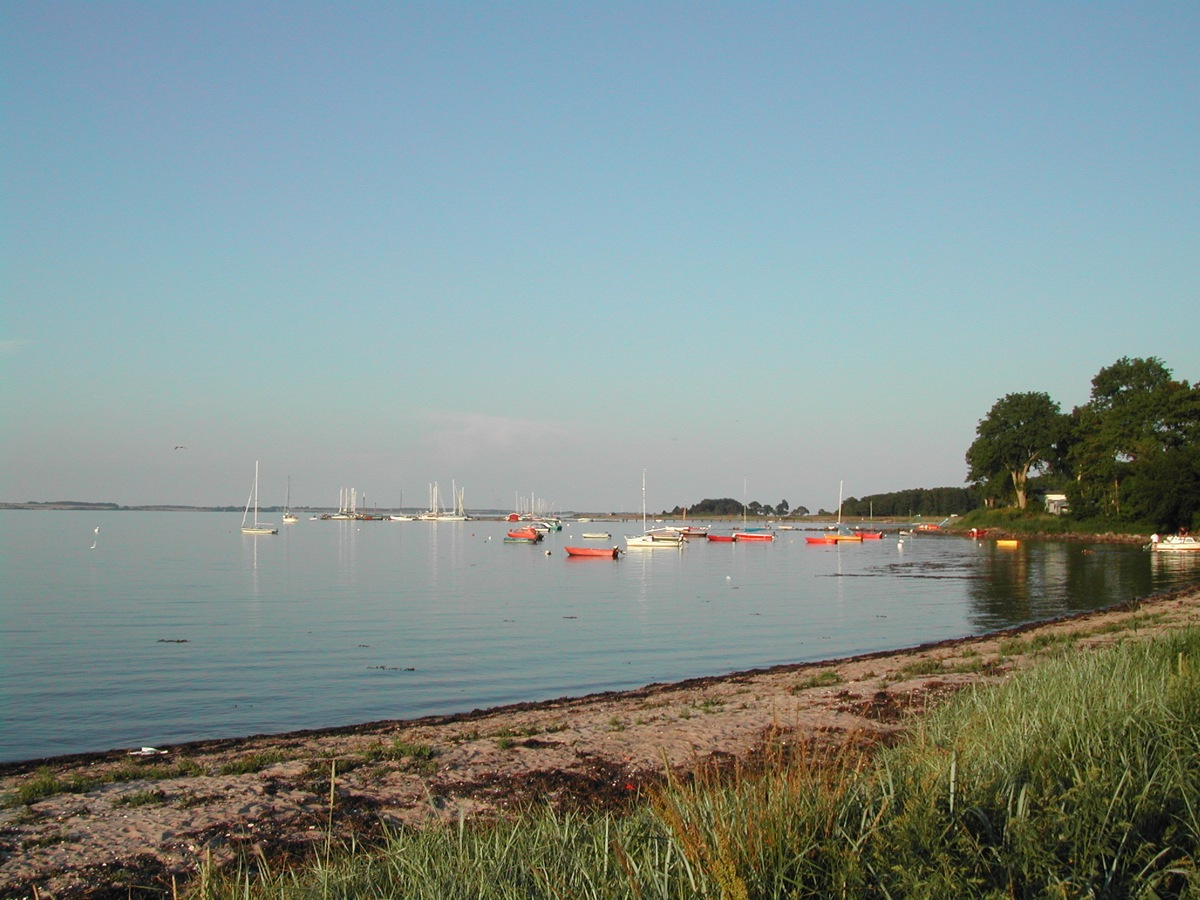
آبدره فلنسبورگ

آبدره فلنسبورگ (آلمانی: Flensburger Förde) (دانمارکی: Flensborg Fjord) غربی‌ترین خلیجک در دریای بالتیک است.این آبدره بخشی از مرز میان آلمان در جنوب و دانمارک در شمال را تشکیل می‌دهد.طول آن میان ۴۰ تا ۵۰ کیلومتر است.